# Situla galeata
Situla galeata is een zakpijpensoort uit de familie van de Octacnemidae. De wetenschappelijke naam van de soort werd voor het eerst geldig gepubliceerd in 1991 door het echtpaar Claude en Françoise Monniot.